# Кашуба, Анна Степановна
Анна Степановна Кашуба (укр. Ганна Степанівна Кашуба; 18 октября 1937 год, село Великосёлки — 11 февраля 2013 года, село Великосёлки, Львовская область) — доярка колхоза «Украина» Каменка-Бугского района Львовской области, Украинская ССР. Герой Социалистического Труда (1971).
Родилась в 1937 году в многодетной крестьянской семье в селе Великосёлки. В 1947 году её отец был убит воинами УПА за сотрудничество с советской властью. С 1952 года трудилась дояркой в колхозе «Украина» в селе Великосёлки Каменка-Бугского района.
В 1968 году вступила в КПСС. Без отрыва от производства окончила среднюю школу и позднее — зооветеринарный техникум.
Достигла надоев по 2500 килограммов молока от каждой коровы. Позже довела надои до 6233 килограммов молока от каждой коровы. Указом Президиума Верховного Совета СССР от 8 апреля 1971 года «за выдающиеся успехи, достигнутые в развитии сельскохозяйственного производства и выполнении пятилетнего плана продажи государству продуктов земледелия и животноводства» удостоена звания Героя Социалистического Труда с вручением ордена Ленина и золотой медали «Серп и Молот».
Избиралась делегатом XXIV съезда КПСС, депутатом Каменка-Бугского районного совета народных депутатов.
После выхода на пенсию проживала в родном селе, где скончалась в 2013 году.